# 山田みなみ
山田 みなみ（やまだ みなみ、1994年7月30日 - ）は、日本のファッションモデル、アイドル。
福岡県出身。2011年7月までエヴァーグリーン・エンタテイメント所属していた。

## 来歴
愛読していたファッション雑誌「ラブベリー」（徳間書店）の専属モデルオーディションの応募を見た母親の勧めで、応募。2008年度ラブベリーナグランプリを受賞し、同年5月から専属モデルとして活動していた。ラブベリー本誌の表紙登場回数は2回（2009年5月号現在）。2011年9月号でラブベリー卒業。7月まで所属していた芸能事務所エヴァーグリーンを退所した。

## 人物
- 「みなみ」は本名[2]。
- 家族構成は父、母、弟[3]。弟の名前は『ナオ』[2]。
- 尊敬する人は両親[4]。
- 趣味は読書、音楽鑑賞、ぬいぐるみ集め[5]。
- 中学校では放送部に在籍している[4]。
- 近視で、小学6年生の頃からコンタクトレンズを使用している[6]。視力は左右とも0.02ほど[7]。
- マイペースな性格[2]。
- 大きな瞳が特徴で、「ラブベリー」の専属モデルオーディションの山田の応募写真を見た編集部員一同は、「とにかく会ってみたい!」と思ったという。編集スタッフには『ほんわか妹キャラ』と評されている[8]。
- 愛犬ばぶ様を飼っている。

### 嗜好
- 好きな色はピンク色[9]。
- 好きなテレビ番組はお笑い番組全般[10]。
- 好きな歌手は中川翔子、GReeeeN[11][4]。
- 好きな俳優は深田恭子、堀北真希[5]。
- 好きなお笑い芸人はジョイマン、山本高広[12]。
- 好きな科目は家庭科。苦手な科目は英語[4]。
- 好きな食べ物はイチゴ、サクランボ、キムチ[13]。
- 好きな小説はケータイ小説全般[2]。好きな小説家は神永学[14]。
- 好きな言葉は『ピンチはチャンス』[15]。
- 好きな男性芸能人は城田優。
- カチューシャ(ヘアバンド)を40個持っている。

## 出演

### CM
- 『アクネス』（ロート製薬、2009年3月 - ）
- サーティワンアイスクリーム（「ダブルコーン・ダブルカップ31%OFF」（2009年4月25日 - ）
- 第一生命「人生を考える30代」篇（2009年6月 - ）女子中学生 役

### 雑誌
- ラブベリー（徳間書店、2008年5月 - 2011年9月号）専属モデル